# Furu jezik
Furu jezik (bagero, bagiro, baguero, baguiro; ISO 639-3: fuu), nilsko-saharski jezik centralnosudanske skupine, uže skupine bongo-bagirmi, kojim govori oko 16 000 ljudi u središnjoj Africi. U Demokratske Republike Kongo ima 12 000 govornika u provinciji Équateur i 4 000 u Srednjoafričkoj Republici (1996) u jedanaest sela u podprefekturi Mobaye.
S jezicima gula [kcm] i yulu [yul] čini podskupinu kara. Većina govori i jezike lingala jezik [lin], sango jezik [sag], mono jezik [mnh] ili gbanziri jezik [gbg].

## Vanjske poveznice
- Ethnologue (14th)
- Ethnologue (15th)